# Party's Cool
Party's Cool (2003-2007) was een Nederlandse meidengroep. De groep was een schoolproject van FaFa (International Academy for Show/Musical & Dance).
In 2006 verscheen een eerste single "This 'n that" die nummer 34 bereikte in de Top 100. De meiden van Party's'cool waren te gast bij Jetix, Kids Top 20 waar ze op de negende plaats eindigde. Tevens hebben ze een optreden verzorgd bij het speciale Unicef event in de Kuip, Kids Aventure in Ahoy, de première van de musical Annie en de première van de film Nanny McFee.

## Leden
Omdat het een schoolband was, had de groep geen vaste samenstelling. Leden waren:
- Fabiënne Zouwer (2003-2007)
- Manon Oplaat (2003-2007)
- Rosanne Mostert (2003-2006)
- Samantha Hazeu (2003-2006)
- Melissa Keilholz (2006-2007)
- Vanessa Mulders (2006-2007)
- Roxanne Zuidgeest (2007)

| Bijnamen    | Jaren in de Groep | Jaren in de Groep | Jaren in de Groep |
| Bijnamen    | 2003-2006         | 2006-2007         | 2007              |
| Bling Bling | Fabiënne          | Fabiënne          | Roxanne           |
| Crazy       | Samantha          | Melissa           | Melissa           |
| Lovely      | Rosanne           | Vanessa           | Vanessa           |
| Sporty      | Manon             | Manon             | Manon             |

Er zijn vier soorten Party's Cool; Bling Bling, Crazy, Lovely en Sporty. De naam zegt het al wat voor een soort typetjes het zijn.
- Bling Bling: Houd van sieraden, parels en alles wat glinstert
- Crazy: De drukste van de band, ziet overal de lol wel in
- Lovely: Vindt alles schattig en leuk, zoals bloemetjes en dieren
- Sporty: De sportieve van de vier

## Discografie

### Albums
| Jaar | Info                                                         | Positie |
| ---- | ------------------------------------------------------------ | ------- |
| 2006 | - Rulez - eerste studioalbum - Uitgebracht: 25 november 2006 |         |

### Singles
| Jaar | Titel         | Positie | Album                           |
| ---- | ------------- | ------- | ------------------------------- |
| 2005 | Ai Oh Ai      | -       | Rulez                           |
| 2006 | This 'n That  | 35      | Rulez                           |
| 2006 | Mama          | -       | Rulez                           |
| 2006 | Let Go        | -       | Rulez                           |
| 2006 | Music Rulez   | -       | Rulez                           |
| 2007 | Check My Boat | -       | Soundtrack Zoop in Zuid-Amerika |